# Štír (Kantos Hyperionu)

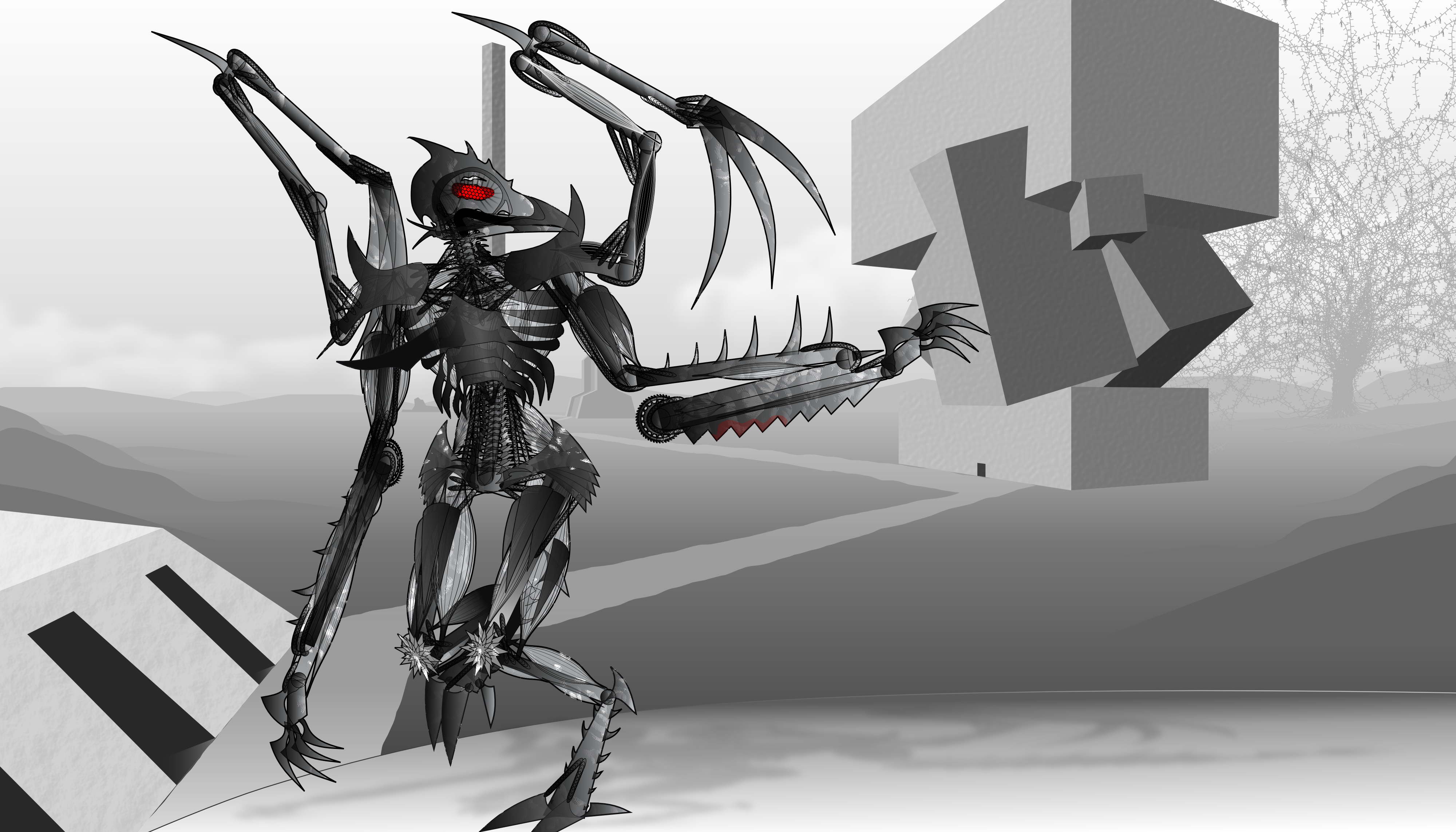
Štír (Kantos Hyperionu)

Štír, označovaný také jako Pán Bolesti, je postava z knihy Kantos Hyperionu.

## Charakter
Štír je nejzáhadnější postavou v celé sérii. Vyskytuje se ve všech čtyřech dílech. Je to mechanoid, tři metry vysoký, z kovu a s velkýma zářícíma rudýma očima. Jeho tělo pokrývá spousta bodců, čepelí, ostnů a trnů a působí tak strašlivým dojmem. Má čtyři paže a dvě nohy. Jeho přítomnost v životních osudech sedmi poutníků z celého vesmíru je nakonec přiměje, aby cestovali až na Hyperion k Hrobkám času.

## Schopnosti
Jeho účel není zpočátku zřejmý, a až do konce Pádu Hyperionu není odhalen. Štír se vyskytuje na planetě Hyperionu, zjevuje se vždy v okolí Hrobek času, později i stovky kilometrů od nich. Lidé, kteří s ním přijdou do styku, zabije či nabodne na svůj strom z ostnů, kde je nechá tvrdě trpět. Je schopen cestovat časem a stejně jako Hrobky času se také pohybovat proti toku času; díky tomu se tak může pohybovat rychlostí vyšší než světlo. Komunikuje pouze skrze bolest a smrt.
V předvečer pádu Hegemonie člověka a začátku občanské války se začne přibližovat k mnoha městům na planetě, a donutí tak velkou část z jejích 4,5 milionu obyvatel Hyperion opustit.

## Původ
Štírův původ není jasný; sám je cílem nenávisti, obdivu či uctívání (Církví štíra) mnoha lidí. Obecně se ale věří, že Štíra stvořila někdy ve vzdálené budoucnosti konečná inteligence, na jejímž stvoření dlouhodobě pracovalo technojádro. Po svém vytvoření byl Štír spolu s Hrobkami času vyslán zpět do minulosti, aby páchal utrpení.
V knize Vzestup Endymionu se také objasní, že Štír je něco jako kybrid s tím, že má osobnost plukovníka Kassada, který s ním také v daleké budoucnosti svede poslední bitvu.